# Miloš Popović
Miloš Popović (ur. 1992) – czarnogórski lekkoatleta, tyczkarz.

## Rekordy życiowe
- Skok o tyczce – 4,20 (2012) były rekord Czarnogóry